# Felixstowe Ferry
Felixstowe Ferry – osada w Anglii, w hrabstwie Suffolk. Leży 18 km na południowy wschód od miasta Ipswich i 118 km na północny wschód od Londynu.